# Манастир Мраконија
Манастир Мраконија или Мракоња (рум. Mănăstirea Mraconia) је манастир Румунске православне цркве који се налази на левој обали Дунава у Ђердапској клисури у Румунији.

## Положај
Манастир Мраконија се налази на левој, румунској обали Дунава у Ђердапској клисури, тачније у делу клисуре који се назива Казан, 18 километара југозападно од Оршаве. Територијално припада општини Дубова од чијег седишта, Дубове, је удаљен 5 километара.

## Име
Манастир Мраконија или Мракоња је у прошлости био називан као манастир из дунавске долине или манастир код Оградене Веке, некадашњег села које је потопљеном изградњом хидроелектране. Назив који данас носи, Мраконија, потиче од словенске речи мрак. До 1967. године, када је стари манастир потопљен, био је називан и именима Оградена Веке (рум. Ogradena Veche) и Мракуна (рум. Mrăcuna), а након обнове искључиво Мраконија. Због судбине старог манастира, добио је и назив Манастир под водом (рум. Mănăstirea de sub ape).

## Историја
Манастир Мраконија се налази на месту некадашњег манастира из средине 15. века.  Први пут се помиње 1453. године када је био под јурисдикцијом Вршачке епархије. Првобитни ктитор манастира је непознат, а други ктитор је био северински бан Никола Гарлиштеану који је подигао нову цркву 1523. године са његовом породицом, женом Анком, ћерком Ирином Банашицом која је била жена бана Убула и њиховом ћерком Настом. Тада је био посвећен Светом пророку Илији. Мехадијски протопрезвивер и хроничар, Николаје Стоика из Хацега, записао је 1829. године да су због страха од Турака, а нарочито после битке код Варне и заузимања Цариграда 1453. године, мраконијски монаси избегли у Оршаву. Локална традиција говори да су манастир подигли српски монаси избегли преко Дунава након Косовске битке, али за то нема потврде ни у писаним ни у материјалним изворима. Најтрагичнији догађај у историји манастира догодио се на Ђурђевданско вече 1715. године, када су Турци свирепо убили монахе и спалили цркву тако да су од ње остали само зидови. Манастир је порушен током Руско-аустријско-турског рата између 1787. и 1792. године, а обновљен после 1810. године. Иако је манастир рушен, 1788. године је и даље био насељен. Године 1823. је међу рушевинама манастира пронађен печат са словенским натписом Peceat manastirea Lubostinie Uspenia Presvistaia Bogaraditi Leto 1723 са кога се може закључити да припада манастиру Љубостиња код Крушевца. До другог значајног открића дошло је 1853. године када је испод рушевина пронађена икона Богородице коју је касније на изложбу у Бечу донео сликар Виктор Шрам из Минхена.
Од првобитне цркве, чије су рушевине под водом, остале су само царске двери и кандило који се чувају у парохијском музеју у Ешелници.

### Обнова манастира
Обнова манастира је почела 1931. године као резултат оснивања Акционог комитета и залагањем монаха Алексеа Удрее. Међутим, због изградње хидроелектране Ђердап I, 1962. године манастир је порушен, а његове рушевине је потопила вода Дунава. Манастир није добио дозволу да се обнови, а због своје судбине постао је познат као Манастир под водом.
После 1989. године, Олтенијска митрополија је иницирала да се поново успостави манастир. Камен темељац нове цркве је положен 1993., а 1995. године је манастир Мраконија поново успостављен. Радови на цркви су завршавани 1999—2000, а посвећена је Светим Архангелима Михаилу и Гаврилу и Светој Тројици. Црква је у облику крста, подељена на олтар, наос, пронаос и отворено предворје.